# Penstemon alamosensis
Penstemon alamosensis är en grobladsväxtart som beskrevs av Francis Whittier Pennell och Nisbet. Penstemon alamosensis ingår i släktet penstemoner, och familjen grobladsväxter. Inga underarter finns listade i Catalogue of Life.